# Tour de Mariac
La tour de Mariac est une tour située en France sur la commune de Lafarre, dans la région Auvergne-Rhône-Alpes.

## Localisation
La tour est située dans le département français de la Haute-Loire, sur la commune de Lafarre, dans l'ancienne région administrative d'Auvergne.

## Historique
Cette tour fait partie d'un ensemble architectural médiéval qui reflète le système seigneurial des XIIe et XIIIe siècles. Cet ensemble comprend des tours et des forteresses, à la fois utilisées à des fins militaires et résidentielles, présentant une valeur symbolique significative.

## Description
Elle est édifiée en pierres basaltiques, avec des orgues visibles et affleurant tout autour, tandis que les pierres d'angle et les encadrements de la porte sont en granite.

## Protection
Le château en totalité est inscrit au titre des monuments historiques par arrêté du 9 avril 2001.